# Pilcomayo (rivier)
De rivier de Pilcomayo (Spaans: Río Pilcomayo) is de grootste en langste rivier in Zuid-Bolivia. Zij vormt een belangrijke zijrivier van het veel grotere bekken van de La Plata. De rivier ontleent haar naam aan het Quechuawoord Piscumayu, dat "rivier van de vogels" betekent. De totale oppervlakte van het stroomgebied bedraagt zo’n 272.000 km², verdeeld over drie landen: Bolivia, Paraguay en Argentinië.
De Pilcomayo ontspringt op ongeveer 5200 meter boven zeeniveau in het Boliviaanse Andesgebergte. Van hieruit stroomt zij in zuidoostelijke richting door een ontoegankelijk gebied van stroomversnellingen en smalle kloven. Op haar weg naar beneden ontvangt de Pilcomayo bijdragen van een groot aantal kleinere stroompjes en van één heel belangrijke, de rivier de Pilaya. Ongeveer 650 kilometer vanaf haar bron verlaat de Pilcomayo de hooglanden van de Andes nabij het dorp Villa Montes (400 meter boven zeeniveau) en vervolgt haar koers in zuidoostelijke richting door de semiaride Chacovlakte. Hier vormt zij weldra de natuurlijke grens tussen Paraguay en Argentinië. Uiteindelijk, zo’n 1600 kilometer vanaf haar bron, stroomt de Pilcomayo uit in de Paraguay, net ten noorden van de stad Asunción, de hoofdstad van Paraguay.
Tot op heden wordt de Pilcomayo in haar bovenloop niet gereguleerd door dammen of andere watertechnische werken. Hierdoor wordt de rivier nog steeds sterk beïnvloed door de verschillen in neerslag tussen het droge (mei tot oktober) en het natte (november tot april) seizoen. (Smolders et al., 2000; Smolders et al., 2002). De Pilcomayo kent een gemiddelde afvoer van 200 m3/s, variërend van 5 m3/s in de droge winterperiode tot 1000 m3/s in de natte zomer periode (Paquini & Depetris, 2006). De stroomsnelheid ter hoogte van Villamontes varieert tussen meer dan 1 m/s in het natte seizoen en minder dan 0,5 m/s in het droge seizoen. De breedte van de rivier ter hoogte van Villamontes bedraagt meer dan 200 meter in het natte seizoen en minder dan 50 meter in het droge seizoen. Het verschil in afvoer tussen het natte en droge seizoen is van grote invloed op het functioneren van het riviersysteem. Het lager gelegen deel van de rivier wordt alternerend beïnvloed door overstromingen en droogte, terwijl de erosiegevoeligheid van de gronden in de Andes resulteert in zeer hoge afvoer van gesuspendeerd materiaal tijdens het regenseizoen. 
De erosiesnelheid is berekend op 890 ton/km²/jaar tussen 1979 en 1982 (Guyot et al, 1990); wat resulteert in zo’n 90 miljoen ton sediment per jaar dat wordt getransporteerd naar de lagere delen van het stroomgebied (Nationale Commissie Río Pilcomayo, 1994). Fijne kwartszanden geven de Pilcomayo haar typische grijsbruine kleur tijdens perioden van hoge afvoer. Met een gemiddelde sedimentlading van 10,6 g/l behoort de Pilcomayo tot een van de rivieren met hoogste sedimentladingen ter wereld (Smolders et al, 2002). In de benedenstroom van de rivier is een waaiersysteem ontstaan met een oppervlakte van zo’n 210,000 km² (Iriondo, 1993; Wilkinson & Mohler, 1995). De afzettingen van sediment hebben geresulteerd in een geleidelijke terugtrekking van de hoofdstroom van de rivier in stroomopwaartse richting met een snelheid van 10 tot 35 km/jaar (Iriondo, 1993; Medina Hoyos, 1998; Smolders et al., 2002). Hierdoor is een grote moerasdelta ontstaan die voornamelijk wordt gevoed door regenwater en aanvoer van de rivier zelf.
Met uitzondering van de Amazone vormt de Pilcomayo een van de economisch belangrijkste rivieren van Zuid-Amerika. Nabij het Boliviaanse dorp Villa Montes worden migrerende vissoorten (met name Sábalo) commercieel geëxploiteerd met behulp van visvallen, en in mindere mate met behulp van meer traditionele visserijmethoden zoals sleepnetten en werpnetten. Na verbetering van het wegennet en de uitvinding van kunstijs in de jaren ’50 wordt de vis uit de Pilcomayo tegenwoordig op markten in geheel Bolivia aangeboden.
Het mijnbouwgebied rondom de stad Potosí maakt deel uit van het stroomgebied van de Pilcomayo. De mijnbouwactiviteiten in Potosí begonnen in 1545 in de berg 'Cerro Rico de Potosí '. Tot begin 19e eeuw was deze berg een van de belangrijkste zilverreserves ter wereld. Sinds begin 19e eeuw werd het winnen van tin steeds belangrijker en dat bleef zo tot 1985. Na het instorten van de tinmarkt en de herstructurering van de mijnbouw door de overheid werd in 1985 de methode crushing-grinding-flotation geïntroduceerd om lood en zink te winnen. Met deze nieuwe methode werd de korrelgrootte van de mijnafvaldeeltjes teruggebracht van enkele millimeters tot enkele tienden van millimeters. Hierdoor worden deze deeltjes door de rivier over vele langere afstanden vervoerd, waardoor een veel groter gebied werd vervuild met zware metalen. Daarnaast worden bij de nieuwe methode chemicaliën zoals cyanide gebruikt (Medina Hoyos, 1998). Omdat de technologie niet is geoptimaliseerd bevatten de afvaldeeltjes een grote hoeveelheid niet gewonnen metalen. De ertsen van de mijnen in Potosí worden vervoerd naar verwerkingsstations in en rondom de stad. Het afval van deze fabriekjes wordt zonder bewerking rechtstreeks geloosd op lokale stroompjes en komt zo uiteindelijk in de Pilcomayo terecht (Medina Hoyos, 1998; Hudson-Edwards et al., 2001). Ook andere mijnbouwgebieden dragen hieraan bij.
Ondanks de vervuilingsproblematiek is de vervuiling in de benedenloop van de Pilcomayo beperkt. De rivier vormt hier een nog grotendeels onaangetast natuurgebied met grote ecologische waarden en een hoge diversiteit aan dier- en plantsoorten. Behalve dieren en planten vindt men in de benedenloop een groot aantal traditionele nederzettingen van oorspronkelijke bewoners van dit gebied. De Pilcomayo speelt nog altijd een belangrijke rol in het leven van deze inheemse indianenstammen. Zij onttrekken water aan de rivier en voedsel in de vorm van vis.
Vanwege de historische, economische, culturele en ecologische waarden van de Pilcomayo zijn er verschillende organisaties die zich inzetten voor het behoud van de Pilcomayo. Een van deze organisaties is de Nederlands-Boliviaanse stichting “Los Amigos del Pilcomayo”. In Argentinië is een gedeelte van de Pilcomayo uitgeroepen tot nationaal park. Dit gedeelte leent zich bij uitstek voor het ontwikkelen van ecotoerisme.